# Andrei Wiktorowitsch Monastyrski

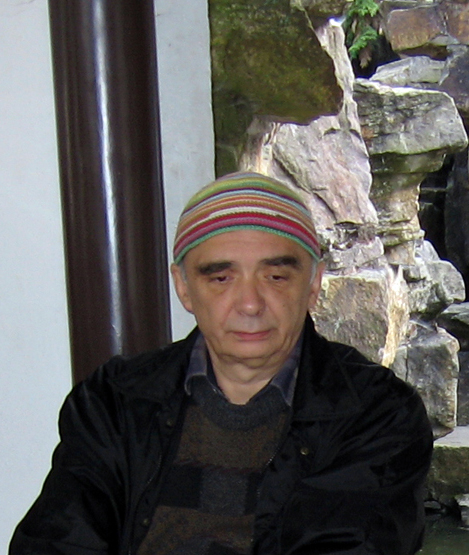
Andrei Monastyrski (1999)

Andrei Wiktorowitsch Monastyrski (russisch Андре́й Ви́кторович Монасты́рский, transliteriert Andrej Viktorovič Monastyrskij; * 28. Oktober 1949 in Petschenga) ist ein russischer Künstler und Autor.

## Leben und Werk
Andrei Monastyrski ist ein Protagonist des Moskauer Konzeptualismus, einer inoffiziellen Kunstpraxis der 1960er Jahre. 1976 gründete er die Gruppe kollektive Aktionen (russisch Коллективные действия), die bis heute Kunstaktionen durchführt. Seine neuen Arbeiten wurden als ironische Antworten auf die postsowjetische Transformation bezeichnet.

## Teilnahme an Ausstellungen (Auswahl)
- 1987: Documenta 8, Kassel
- 2002: in capital letters, Kunsthalle Basel.[2]
- 2003: 50. Biennale di Venezia, Venedig
- 2003: Berlin-Moskau, Moskau-Berlin im Martin-Gropius-Bau, Berlin und in der Tretjakow-Galerie, Moskau.[3]
- 2005: Essence of Life, Tretjakow-Galerie, Moskau
- 2005: Angels of History : Moscow Conceptualism and its influence, Museum van Hedendaagse Kunst, Antwerpen.[4]
- 2006: The Vincent, Stedelijk Museum, Amsterdam. Ausstellung anlässlich der Nominierung von Monastyrski für den Kunstpreis zusammen mit Urs Fischer, Dan Perjovschi, Wilhelm Sasnal und Cerith Wyn Evans.[5]
- 2007: documenta 12, Kassel. Gezeigt wurden die Arbeiten Goethe und Fountain.[6]
- 2007: 52. Biennale di Venezia, Venedig
- 2008: Die Totale Aufklärung : Moskauer Konzeptkunst 1960–1990, Schirn, Frankfurt am Main und Fundación Juan March, Madrid.[7]
- 2011: 54. Biennale die Venezia kuratiert von Boris Groys